# ارنست به کمپ می‌رود
ارنست به کمپ می‌رود (انگلیسی: Ernest Goes to Camp) یک فیلم در ژانر به کارگردانی جان آر. چری سوم است که در سال ۱۹۸۷ منتشر شد. از بازیگران آن می‌توان به جیم وارنی، جان ورنن، و آیرن آیز کودی اشاره کرد. این فیلم دومین فیلم از سری فیلم‌های ارنست می‌باشد.